# 正札竹村
正札竹村（しょうふだたけむら）は、秋田県大館市にあった日本の百貨店である。

## 歴史・概要
近江国（現在の彦根市）から行商を行っていた竹村家が17世紀前半に大館城下に居を移し、1853年（嘉永6年）竹村呉服店を創業したのが始まりである。
1914年（大正3年）5月に二代目竹村平吉とその長男忠吉氏を代表社員とする合資会社竹村呉服店を設立して法人化した。
1919年（大正8年）5月27日に大館の中心市街地の約550戸が焼失する火災が起きた際に本支店共に類焼して焼失すると、今後は国道である大町通りが中心となると考え、馬喰町の本店をそのまま廃止して支店跡に木骨鉄筋コンクリート造5階建てのルネッサンス様式を取り入れた新店舗を1921年（大正10年）に完成させた。
1944年（昭和19年）8月の企業整備令で営業の統廃合を求められると無期閉店を宣言して営業休止した。
第2次世界大戦後には店舗が朝鮮人連盟の事務所として接収されたため、古着交換会で仕入れた古着を販売して凌ぎ、1948年（昭和23年）11月3日に営業再開に漕ぎ着けた。
1956年（昭和31年）の大火で店舗が焼失した際には都市計画の関係で換地が遅れたため、地元選出の衆議院議員の仲介で国税庁に働きかけて、一年以内に保険金を代替資産化しないと課税される制度の特例を認めさせ、1959年（昭和34年）の新店舗建設資金を確保した。
鉄筋コンクリート地上3階、地下1階で、秋田県北部では初めてエレベーターを設置したこの新店舗の開業と同時に、食品売場・玩具売場や食堂などを設置し、呉服店から百貨店に発展した。
1968年（昭和43年）6月には株式会社化し、秋田県北部の商業界を代表する存在として昭和50年代までは周辺の商店街と共に多くの買い物客を集めて活況を呈したが、1978年（昭和53年）に長木川の反対側の国鉄（現JR東日本）大館駅に近い御成町にいとく大館ショッピングセンター、1988年（昭和63年）にそのはす向かいにジャスコ大館店が進出して駐車場付で広大な売場面積を武器に激しい競争を引き起こして周辺の商店街が没落し、その後も郊外型大型店の出店が相次いだため、業績は低迷した。
2001年（平成13年）6月後半に経営不安の噂が流れて商品券を消化する客が急増してレジに商品券が溢れかえって現金が減少したため、仕入先への支払が行き詰まり、2001年（平成13年）7月2日秋田地方裁判所大館支部へ自己破産の申立を行い、その歴史に終止符を打った。
正札竹村友の会が発行している商品券が割賦販売法に抵触の恐れありと東北経済産業局は6月27日に新会員の契約禁止命令を出すための聴聞を7月18日に行うと東北経済産業局が告示を出したことが新聞各紙に報道されたことが、経営不安の噂を呼ぶこととなり、破産に至る次第となった。正札竹村破産の翌日に正札竹村友の会も事業廃止届を提出したため、聴聞は中止となった。
2008年10月23日に破産廃止となり、法人格が消滅した。

## 閉店後の跡地
店舗跡は外壁の崩落を避けるため、2005年（平成17年）12月までに大館市が土地と建物を計2580万円で取得し、2006年（平成18年）11月20日から大館市大町商店街振興組合が8月から毎週月、水曜日に農産物の直売所や地元商店等を集めて路上で野外で行っていたふれあい市場を寒さ対策も兼ねて屋内へ移し、1階に大町ふれあい広場として利用していたほか、2008年（平成20年）9月に大館市出身の現代美術作家中村政人らが行ったアートプロジェクトゼロダテで会場の1つとして使用された。
老朽化の激しかった旧館を解体して、2010年（平成22年）4月に幅8m長さ60mの通路ハチ公小径が整備され、同年12月には地元の大町商店街振興組合が中心市街地活性化の起爆剤を期待して通路沿いに8店舗の屋台村を開業させたが、1年も経たない2011年（平成23年）11月には1店舗に減少したため、大町商店街振興組合と大館市と大館商工会議所が店舗招致と集客対策を行う「ハチ公小径活性化対策会議」を設置する状況に追い込まれた。
1979年（昭和54年）に建設された鉄筋コンクリート造り4階建て新館は、馬喰町側の1階に秋田県北部男女共同参画センター、中町側の1階に大館市起業支援室と秋田県生活センター北部消費生活相談室、2階にあきた結婚支援センター北センターと秋田県北NPO支援センターが入居しているのみで、残りのフロアは2010年（平成22年）に活用方法を公募したものの、恒常的な活用が進んでいなかったが、建物解体の話が本格的に出た矢先の2014年（平成26年）3月、大館市出身の現代美術作家中村政人から正札竹村再生案が出たり、同年3月18日には新館3階に自衛隊秋田地方協力本部大館出張所が移転する動きや新しい大館市長が当選翌日の会見で「民間投資を呼び込めるなら解体せず残したい」 という話もされたり再生へ向けて少しずつ動き出していた。しかし、福原淳嗣新市長になり再開発を目指していたが、市議会で「解体やむない」という結論になった。本館棟の解体費について前市政では3億円と答えていたが、新市政になると解体費が5億円に跳ね上がった。
大館市は所有する旧正札竹村本館棟の解体を決め、2018年（平成30年）2月15日に発表した来年度一般会計当初予算案において、解体費用の一部として1億6792万円を計上した。市は解体費用を総額約3億7000万円と見積もり、早ければ今秋にも解体工事を始め、跡地を売却する方針である。